# Бібліотека Енгембертіна
Бібліотека Енгембертіна (фр. Bibliothèque Inguimbertine) — муніципальна бібліотека, розташована у французькому місті Карпантра (Воклюз), найстаріша муніципальна бібліотека  Франції. Заснована в 1754 році  Жозефом-Домініком Д'Енгембертіном, єпископом Карпантра в 1735—1754 роках.

## Історія
Засновником бібліотеки в Карпантра був Жозеф-Домінік Д'Енгембертін (1683—1757), єпископ Карпантра в 1735—1754 роках. До призначення єпископом Карпантра Д'Енгембертін служив бібліотекорем у кардинала Корзіні. Він рекомендував викупити бібліотеку кардинала Філіпа-Антуана Галтерьйо (Philippe-Antoine Gualterio, 1660—1728) і брав участь в класифікації бібліотеки, яка стала публічною в 1754 році.
Обійнявши в 1735 році посаду єпископа Карпантра, Д'Енгембертін привіз із собою близько 4 тис. томів, а також схеми та естампи. Він викупив у 1745 році бібліотеку президента  Мазога, виставлену на продаж, що збагатило бібліотеку на 15 тис. томів, 4 тис. медалей і велику кількість різних предметів мистецтва та інших артефактів. У 1747 році він також купив у барона де Трімона, сеньйора Мазога, архів документів і листів провансальського вченого, літератора і астронома  Нікола-Клода Фабрі де Пейреска. Це суттєво збільшило важливість і популярність бібліотечної колекції.
У той же час для розміщення бібліотеки Д'Енгембертін придбав і упорядкував Отель де Гранді-Помероль (l'hôtel de Grandis-Pomerol) неподалік від єпископського палацу. Він попросив дозволу у Папи Римського  Бенедикта XIV на відкриття фонду і в 1746 році вийшла булла, що підтверджувала заснування «будинку муз» (ця назва-ребус, розташована над бібліотечними воротами, латиною має подвійне значення: як, власне «будинок муз», так і «мишачий дім», mus — arondo — mus / musarum domus).
У 1847 році муніципалітет перевів бібліотеку в іншу будівлю. Наразі ведеться реконструкція колишньої будівлі Отель-Дьє Карпантра, куди планується перевести бібліотеку в 2013 році.

## Каталоги манускриптів
- Lambert, Charles Godefroy Alphonse, Catalogue descriptif et raisonné des manuscrits de la bibliothèque de Carpentras, Carpentras, Impr. E. Rolland, 1862, vol. 1: XIX-463 p.
- Lambert, Charles Godefroy Alphonse, Catalogue descriptif et raisonné des manuscrits de la bibliothèque de Carpentras, Carpentras, Impr. E. Rolland, 1862, vol. 2: XV-473 p.
- Lambert, Charles Godefroy Alphonse, Catalogue descriptif et raisonné des manuscrits de la bibliothèque de Carpentras, Carpentras, Impr. E. Rolland, 1862, vol. 3: 439 p.
- Labande, Léon-Honoré, Catalogue général des manuscrits des bibliothèques publiques de France: départements: Carpentras, vol. XXXIV—XXXVI (3 tomes en 4 volumes), Paris, Plon-Nourrit, 1899—1903
- Catalogue général des manuscrits des bibliothèques publiques de France, vol. LVIII, Paris, 1971, p. 43-112: Carpentras, supplément.
- Jean-François Delmas, Trésors de l'Inguimbertine, Paris, Association internationale de bibliophilie, 2006
- Catalogue de l'exposition organisée par la bibliothèque Inguimbertine et les musées de Carpentras, 350 notices.